# Валер'яновка (Казахстан)
Валер'яновка (каз. Валерьянов) — село у складі району Беїмбета Майліна Костанайської області Казахстану. Входить до складу Новоільїнського сільського округу.
Населення — 356 осіб (2021; 492 у 2009, 638 у 1999, 849 у 1989).